# Odkształcenie objętościowe
Odkształcenie objętościowe jest taką deformacją ośrodka ciągłego, która nie powoduje żadnej zmiany postaci elementarnego sześcianu wyodrębnionego z tego ośrodka. Sześcian taki, w tym przypadku, doznaje jedynie zmian długości swoich krawędzi tzn. przekształca się w elementarny prostopadłościan.
W dowolnym punkcie ośrodka odkształcenie objętościowe sumuje się z odkształceniem postaciowym.
Ten rodzaj odkształcenia jest wynikiem działania naprężeń normalnych.